# パパゴ
パパゴ（Papago、Pápago）とはアメリカインディアン部族のひとつ。

## 文化
アメリカ合衆国南西からメキシコ北西にかけて広がるソノラ砂漠が、元来の生活地。「パパゴ」の由来は、「パパ（豆）」+「オオタム（人々）」で、「豆の人々」という意味をコンキスタドールが採用したもの。そのためパパゴの多くはこれを拒絶し、代わりに「トホノ・オオダム」（Tohono O'odham、砂漠の民）という自称が用いられることが次第に増えてきている。言語はユト・アステカ語族のパパゴ語（別名ピマ語、オオダム語）。
パパゴに言語的文化的に近縁で、起源を同じくする民族集団としてピマ族がある。アキメル・オオダム（川の民）とも呼ばれるこの民族はフェニックスのすぐ南、ヒラ川下流域に居住する。これら両民族の祖先は1400年代にアリゾナ州南部の河川峡谷で生活し、現在では絶滅してしまったソバイプリであることが判明している。先史時代のこの地域には、大規模な灌漑設備やカサグランデに代表される建築物を遺したホホカムと呼ばれる民族が居住していた。しかしパパゴの系統をこのホホカムに遡る事ができるかどうかは、300年前に南方から移住してきたとする説もあり、立証は難しい。
歴史的にみて1600年代からパパゴとピマは、アパッチと対立関係にあった。この状態は20世紀初頭に白人がこの地域で大きな力を握り、両民族が共通の敵のために手を結ぶようになるまで継続する。事実、パパゴ語で敵を表す語はアパッチに対する古い呼び名であるobなのだ。しかし一方で彼らが1600年代までは共存し、交易・婚姻関係にあった事は多くの点から明らかにされている。
パパゴの音楽と舞踊は、声を発しないまま行われるパイプ・セレモニーとも、盛大に執り行われるパウワウとも異なり、他の民族に見られるような注意喚起のための儀式や設備を欠く。歌には木製のやすりや裏返しにしたバスケットで伴奏がつくが、これらの楽器の音色には反響がなく、砂漠の大地に吸い込まれていくようだと形容される。そしてスキップとシャッフルを中心とした、裸足での踊りが乾いた泥質の土の上でなされる。舞い上がる土埃は大気を目覚めさせ、雨雲を生むと信じられているのだ。

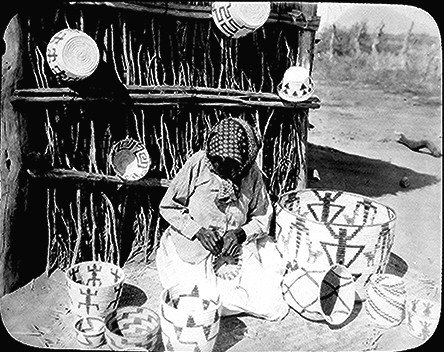
伝統的なバスケット編みの様子（1916年）

トゥーソン近郊のサンゼイビア保留地には「砂漠の白鳩」と称される聖ザビエル伝道教会がある。この教会は1700年にイエズス会修道士で探検家のエウセビオ・キノによって建立された。現在の建物は1783年から1797年にかけて、パパゴの人々とフランシスコ会の修道士によって建てられたものである。当時スペイン植民地の北部辺境であったこの地域には多くの教会が作られたが、この教会もその一つであり、サンゼイビア保留地を観光名所たらしめている。
この地域に存在する教会を見る限り、砂漠の住民がコンキスタドールのもたらしたカトリックを平和裏に受容したように見える。しかし実際はそうではなかった。パパゴの村々は変化を拒み、数百年にわたり抵抗を続けていた。特に1660年代と1750年代の反乱は、1680年に起こったプエブロの反乱に比肩する規模のものである。武装した反乱軍はピメリア・アルタ（北部ピマ領）へのスペイン軍の侵入を退け、ピメリア・バハつまり南方への撤退を余儀なくさせた。現在でも彼らの慣習、伝統文化が何世代をも乗り越えて残っているのはそのためである。
アングロサクソン系の白人がアリゾナ準州（当時）に流入すると、伝統は徐々に抑圧されていった。インディアン寄宿学校や綿花農園、そして連邦政府のインディアン同化政策が結託して、インディアンのアメリカ合衆国への同化を促進した。1930年代に設けられた現在のインディアン自治政府も産業界、宣教師、連邦政府の影響が根本に存在する。
これらの同化政策の終局的目標はインディアンを「真のアメリカ人」とすることだったが、寄宿学校ではインディアンを移民労働者または家政婦のような職業へと送り込むことに主眼が置かれた。実のところ、表向きには同化が唱えられたが、それは社会への完全な参画を意味するものではない。階層社会としての合衆国の、経済的指導者ではなくより底辺の労働者階層に人材を供給することが、寄宿学校の目標として想定されたのだ。
パパゴは数百年にわたって変化への圧力を撥ね退け、21世紀の現在にあっても伝統を維持しパパゴ語を保存してきた。しかし近年のアメリカ文化の隆盛には抗いきれず徐々に伝統を失いつつあるのが実情である。

## 現状
パパゴの人口はおよそ25000人で、トホノ・オオダム・ネーションを構成している。ネーションの統治組織として、評議会および議長職がある。彼らは成人の有権者による投票で選出されるが、個々人の票がそれぞれ同じ重みを持っている訳ではない。パパゴ内の共同体や家族には大小様々なものがあり、少数者の意見も多数のそれと同様に尊重するため、投票結果は一定の複雑な公式に基づいて再解釈され選挙結果に反映されている。現在の議長はネッド・ノリス・ジュニア。
保留地内では十年ほど前から三箇所のデザート・ダイアモンド・カジノが営業し、ネーションの収入の大半はこれらのカジノに由来するものである。カジノからの収入により現在までにパパゴは保留地内に初の消防署を得た。しかし運輸、人材、教育、科学技術のようなインフラストラクチャーの整備には更なる多額の投資が必要で、住宅や救急サービス、医療、教育といった広範な社会政策を求める声に応えるまでには至っていない。これらの社会資本不足に加え、さらにネーション自体の隔絶性が経済発展を阻害する要因のひとつとなっている。
およそ二年ごとにインディアン政府はカジノの余剰利益をパパゴの成人すべてに分配している。分配額は、過去の例では一人2000ドルであった。加えて各構成員は満18歳に達するとthe Thouと呼ばれる現金供与を受けることができる。過去には1000ドル（thousand dollars）を受けられたことに由来するこの供与は現在2000ドルに増額され、アメリカ合衆国が過去にパパゴと交わした条約上の履行義務に従って、合衆国政府から現在でも提供されている。
ネーションのすぐ南はメキシコ国境で、それに関連して多くの問題が発生しインディアン政府に過分の負担を強いている。規制物品の密輸に携わる業者は重武装し、時には無茶とも思える抵抗に走る。彼らを早期に発見するため、パパゴの国境警備隊が昼夜を問わず無線に聞き耳を立てている。さらに数千人が、密輸入に限らず農園での仕事も求めて国境地帯であるソノラ砂漠を超えようとする。彼らは脱水症状になったり移動が立ち行かなくなるとネーションの警察に緊急援助を求め、現場では国境警備隊の救急隊とインディアン政府の救命士が連絡を取り合い、協力して対処にあたる。その結果ネーションおよびアリゾナ州では、国境警備とそれに関連した緊急援助のための法律制定に多くの労力を注ぐ破目に陥っているのだ。州知事のジャネット・ナポリターノおよびネーションの指導者は連邦政府に対し、これらの緊急対処に関連した費用を返金するよう求めており、特にネーションのノリス議長は償還制度がパパゴの大きな助けになると主張している。
健康面の問題も深刻である。1960年代からパパゴの間で肥満と、さらにはⅡ型糖尿病が広く見られるようになった。成人のうち５割から７割強が糖尿病を罹患しているとされ、三人に一人は定期的な医療ケアを必要とする状態にある。この問題について連邦政府の医療プログラムは、全住民への解決をもたらしてはいない。パパゴのある者は肥満と糖尿病をコントロールするため、再び伝統的な食事を摂り遊戯に興ずるようになった。（この肥満に関しては、部族独自の遺伝的な要因も強いという研究結果も出ている。）問題はこれだけではない。アルコールや薬物の濫用も随所に見られ、本人だけでなく家族や共同体にも苦悩をもたらしている。2001年時点で、パパゴ男性の平均寿命は52歳である。
パパゴの文化資源、なかでも言語は抑圧され失われつつある。しかしより悲惨な状況にある他のインディアン部族の多くからすれば、まだ健在を保っている方だろう。さらにバスケット作りや民族語、砂漠の食物、遊戯といった伝統文化の再活性化が、1990年頃から勢いを得た。長老ダニー・ロペスとNPOのTOCA（Tohono O'odham Community Action）が先頭に立ってこれらの運動を指揮したのである。毎年2月にはネーションの首都でセルズ・ロデオとパレードが催され、毎年行われてきたロデオは70年目を超えた。視覚美術においても、伝統的なパパゴの生活と風景を描く作家が広く認知されてきている。例えばハード美術館で展覧会を開いたほか、Arizona Highways誌やアリゾナ大学の広報誌の表紙に作品を提供したマイケル・チアゴ、さらにはトゥーソンの作家バード・ベイラーの作品に絵を入れ、ネーションの建物の壁画を担当したレナード・チャナがある。国立アメリカ・インディアン博物館（NMAI）の設立時の展示にはパパゴが代表して選ばれ、ロペス長老はそれに賛辞を送った。生涯にわたり砂漠の民の生活様式を支えた業績を讃え、2004年にはハード美術館初の遺産賞が、ロペス長老に送られている。
2006年にカリフォルニア州カバザンで起こったエスペランサの山火事では、5人の森林管理官が命を落とした。その際に消防士は彼らの家族を探し、部族の構成員であるフランク・リオスの記録を渡すようにした。彼は1967年10月に同じ地域の原野で亡くなったが、彼についての話が残ることで、家族も尽くしたものや失ったものについて適切な理解を得られるように、さらには彼の名前がアメリカ殉職消防士慰霊碑やカリフォルニア殉職消防士慰霊碑に載るように、消防士の代わりに家族へと塑像が送られるようにしたのである。

## 国境線と分断
現在、25000人を数えるパパゴの住民のうち、その多くはアリゾナ州の南部に居住する。しかし一方でメキシコ・ソノラ州にも数千人が暮らしている。カナダとの国境線上で分断されたインディアンとは違い、1853年のガズデン購入の際に国境線が画定して以降、パパゴは米墨の二重市民権を与えられていない。しかしパパゴは国境線を思うままに通過できた。労働や、宗教行事への参加、セルズでの医療行為、そして親族の訪問といった目的で両国を往来し、アメリカ合衆国政府もこれを黙認していたのである。ソノラ州マグダレナではなぜかアッシジのフランチェスコの忌日である10月初めに、イエズス会の聖フランシスコ・ザビエルの祭典が催されるが、現在でもこの日には多くの住民が国境を越えてマグダレナを訪れている。
しかし1980年代中頃から国境警備が強化され、住民の移動が制限されるようになった。メキシコ生まれであったり、アメリカ合衆国の出生または居住の証明書類をもたない住民はメキシコ側に取り残された。彼らは僅かに数十キロの距離にある自民族の町に出ることさえできなくなったのである。この一民族二国家という状況を打開するため、2001年からパパゴとして登録された住民にアメリカ市民権を提供する法案が何度も下院に提出された。しかし2007年現在、この試みは成功していない。保留地内の出生記録は大部分が非公式のものであること、これらが容易に捏造されうるものであること、といった点に反対派が異議を申し立てているためである。

## 保留地
アメリカ合衆国側では、パパゴの本来の居住地であるソノラ砂漠に「Reservation（保留地）」が設けられている。トホノ・オ＝オダム・ネーションとよばれる保留地は４つの、さらに細かく言うと11の区域に分かれ、その領域はアリゾナ州のピマ郡、ピナル郡、マリコパ郡にまたがる。主要な保留地はトゥーソンからアホの間に広がり、中心的な町はセルズである。他にトゥーソン南西部にあるサンゼイビア保留地、ヒラベンド近郊にあるサンルーシー保留地、フローレンス近郊のフローレンス保留地があるが、主要な保留地からは隔たっており直接の往来はできない。総面積は11,534.012km²で、アメリカ合衆国内ではナバホ族のそれに次ぐ広さである。人口は10787人。CDPはチュイチュ、ピシネモ、サンタローザ、セルズ、トパワ。以下は各区域の情報で、人口は2000年の国勢調査による。

アリゾナ州ピマ郡におけるトホノ・オオダム・ネーションの領域を示す。中央の大きな赤い領域がパパゴ保留地、その右に存在する小さなものがサンゼイビア保留地。北接するマリコパ、ピナル両郡に存在する保留地は載せていない。

主保留地（パパゴインディアン保留地）
ピマ郡中央から、ピナル郡南西、マリコパ郡南東にかけて設定された。面積11,243.098km²、人口8376人。全保留地面積の97.48％を占め、人口も77.65％がこの保留地に集中する。
サンゼイビア保留地
ピマ郡、トゥーソン都市圏の南西部に位置する。面積288.895km²、人口2053人。カジノのほか、アメリカ国定歴史建造物に指定された聖ザビエル伝道教会がある。
サンルーシー保留地
マリコパ郡南西部の町、ヒラベンドの南西に位置し、飛び飛びに存在する７つの小区画から構成される。総面積1.1915km²、人口304人。
フローレンス保留地
ピナル郡中央部の町、フローレンスの南西すぐ近くに位置する。単一の区画から構成され、面積は0.1045km²、人口54人。

## キットピーク
トホノ・オ＝オダム・ネーションの領域はソノラ砂漠だけでなく、バボキバリ山地にも及ぶ。ここにはパパゴの聖地であるバボキバリ山があるが、その一部は議会の圧力によりなかば強制的に、1950年代から1エーカーあたり25セントでキットピーク国立天文台とその観測施設のために貸し出されている。貸与地の一部は頂上の直下、パパゴの精霊イイトイの庭とされる領域であり、2005年にはネーションが米国科学財団を相手取ってさらなるガンマ線検出器の建設中止を求める訴訟を起こしている。

## 駐
1. ↑  Zepeda, Ofelia (1995). Ocean Power: Poems from the Desert, p.89. ISBN 0-8165-1541-7.
2. ↑  Benjamin Capps著『The Great Chiefs』、Dennis Banks著『聖なる魂』
3. ↑  http://www.azstarnet.com/sn/border/197095.php
4. ↑  Duarte, Carmen. "Nation Divided." Arizona Daily Star 30 May 2001 14 Feb 2007
5. ↑  Grijalva, Raul M.. United States. Subcommittee on Immigration, Border Security, and Claims. H.R.731. Washington, D.C.: GPO, 2003.